# Corydon (Iowa)
Corydon er en by i den sydlige del af delstaten Iowa i Midtvesten i USA. Byen har et indbyggertal på 1.526 (2020) indbyggere og et areal på 4 km2
. Den er hovedby i det amerikanske county Wayne County.